# Tribigild
Tribigild  was een Gotische legeraanvoerder in dienst van het Oost-Romeinse rijk. Hij leidde in 399 de opstand van de Goten in Anatolië, die een grote politieke crisis veroorzaakte tijdens het bewind van keizer Arcadius.

## Geschiedenis
Tribigild verschijnt ten tonele in een historische verslag van Zosimus, als de leider van een afdeling Gotische foederati in Nakoleia (Anatolië), met de rang van comes of graaf. Zijn volk was de heerschappij van de Hunnen ontvlucht in 386 onder leiding van Odotheus en na conflicten met het Romeinse leger naar Anatolië overgebracht. In 399, tijdens een ontvangst aan het Romeinse hof te Constantinopel, werd Tribigild door keizer Arcadius vernederd. Voor Tribigild was deze vernederende behandeling voldoende reden om het verdrag met Arcadius op te zeggen. Vanuit het binnenland van Klein-Azië sloeg hij aan het plunderen. 
In de eerste dagen van hun opstand waren de Goten zeer succesvol. De bronnen benadrukken dat de Goten steden konden veroveren en dit wordt bevestigd door het verslag van Zosimus: "Dus het gebeurde dat Tribigildus, zonder iemand om zich tegen hem te verzetten, elke stad veroverde en alle inwoners en soldaten doodde". De daaruit voortvloeiende volksopstanden en geruchten over de toenemende macht van Tribigild dwongen de belangrijkste raadgever van Arcadius, de eunuch Eutropius, om een expeditieleger over de Hellespont te sturen. In feite had Tribigild steeds meer moeite gehad om voldoende milities onder zijn boerenbevolking te rekruteren, maar toen de keizerlijke troepen arriveerden, werd het voor hem juist gemakkelijker om de loyaliteit van de mede-barbaren te verwerven die  de strijdende kern van de strijdmacht vormden. 
Door de overwinning van de opstandelingen kreeg Gainas, generaal in het Romeinse leger en eveneens van Gotische komaf, de controle over het militaire lot van Constantinopel. De keizer stuurde hem met een leger tegen Tribigild, doch Gainas keerde terug om te melden dat de opstand onoverkomelijk was en dat onderhandelen de veiligste tactiek zou zijn. Gainas sloot met Tribigild een overeenkomst om samen op te trekken en bracht Eutropius ten val. Maar Gainas overspeelde al snel zijn hand en werd zelf in Constantinopel ten val gebracht. In zijn val sleurde hij Tribigild mee. Tribigild vond evenals Gainas de dood en de opstand van de Goten werd bloedig beëindigd.